# Пожежа на нафтобазі у Васильківському районі
50°13′32″ пн. ш. 30°17′39″ сх. д. / 50.225555555556° пн. ш. 30.294166666667° сх. д.

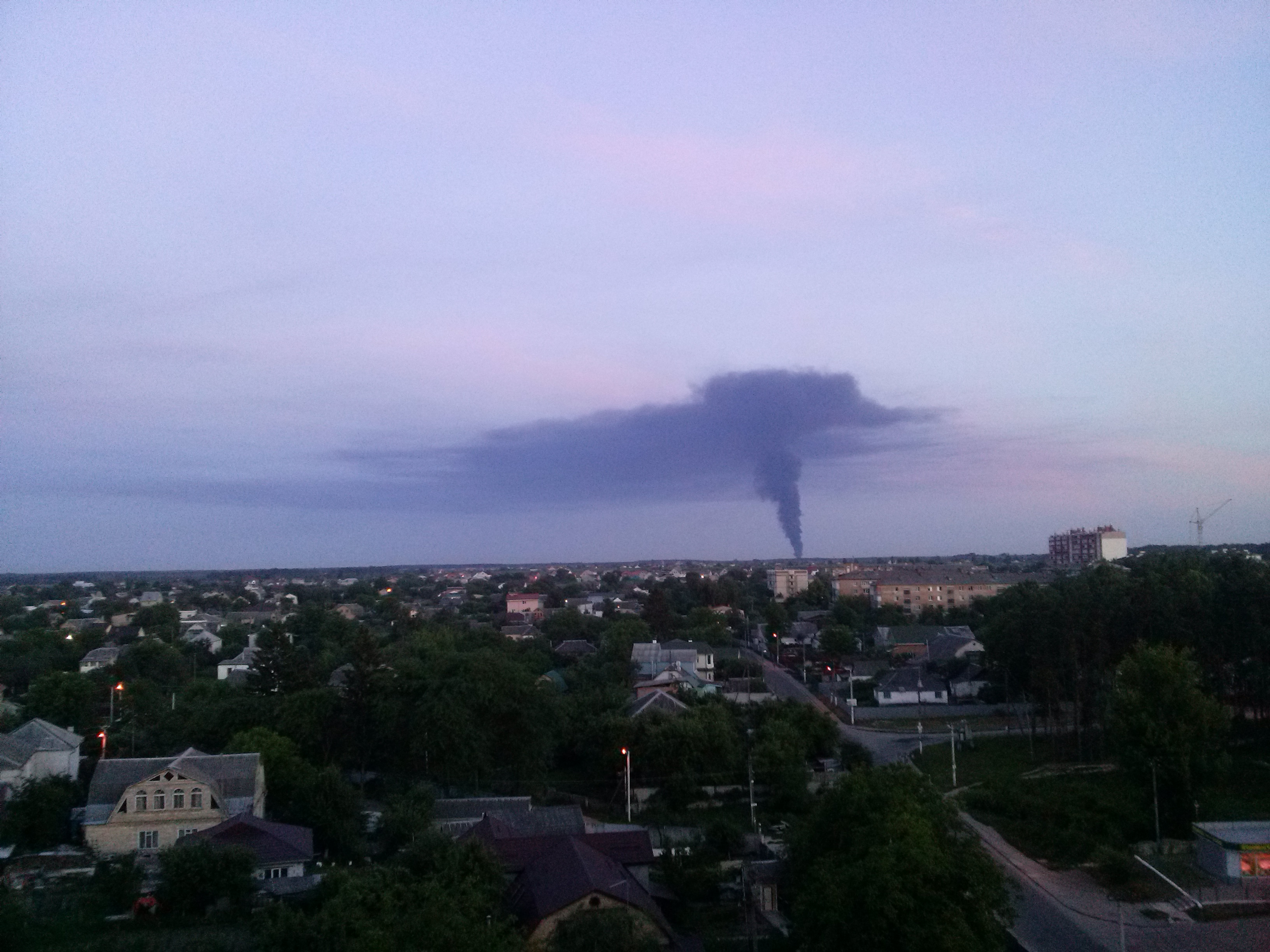
Стовп диму від пожежі ввечері 8 червня

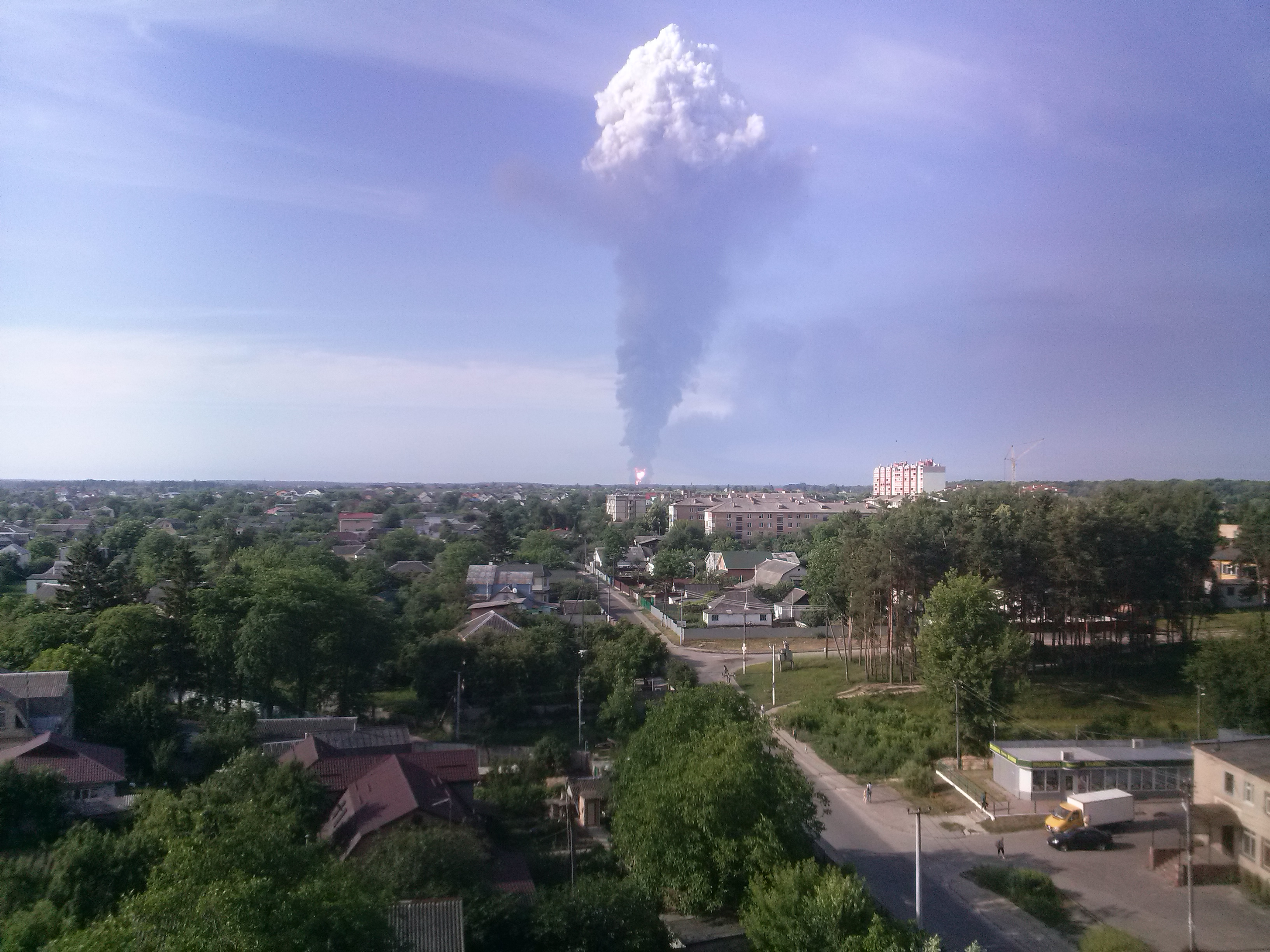
Стовп диму від пожежі вранці 9 червня

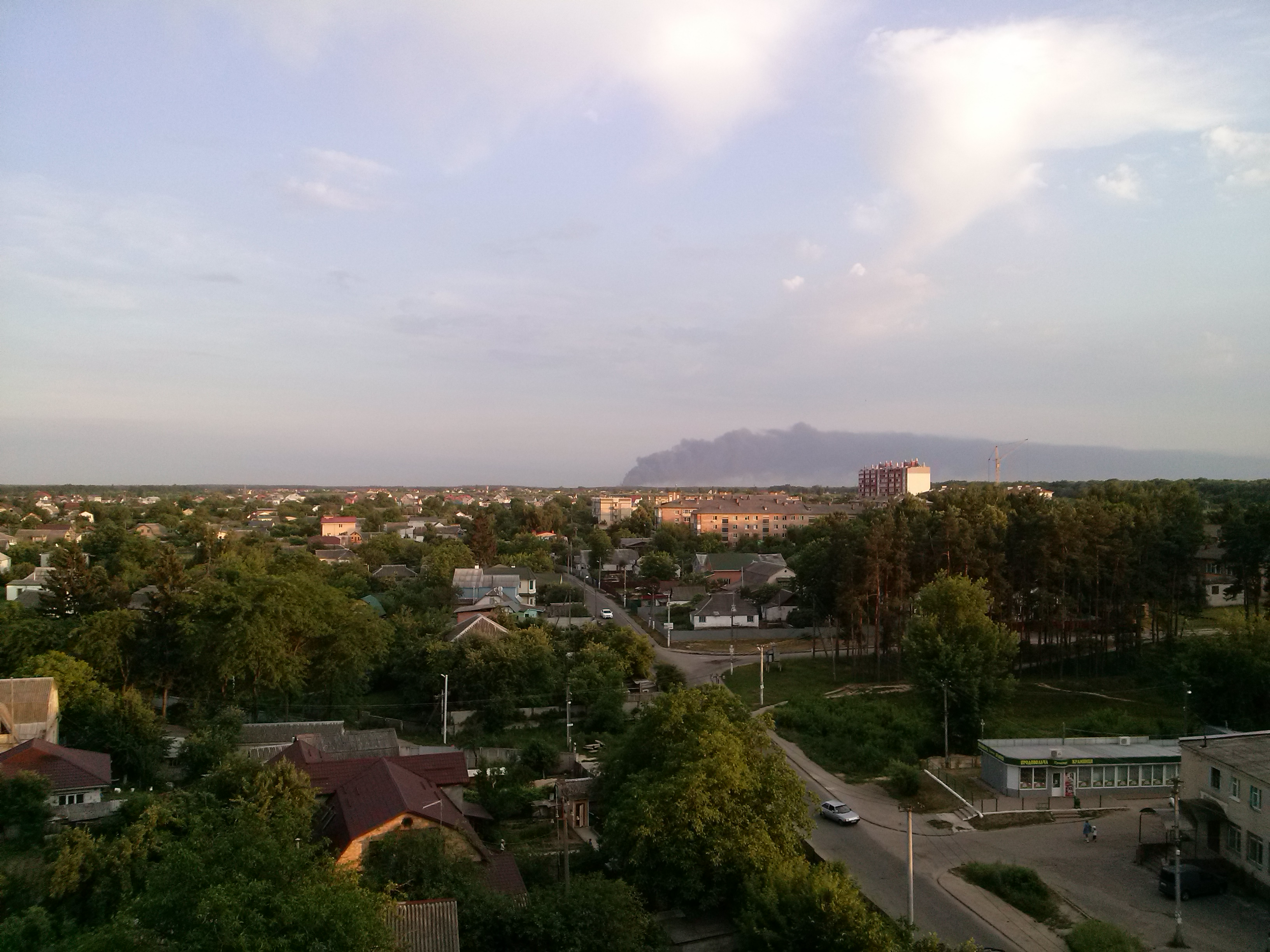
Стовп диму від пожежі ввечері 9 червня

Пожежа на нафтобазі у Васильківському районі — масштабна техногенна катастрофа, спричинена вибухом і наступним займанням нафтопродуктів на нафтобазі біля села Крячки Васильківського району Київської області, що почалася 8 червня 2015 року і тривала 8 днів.
Пожежа становила серйозну небезпеку, оскільки поруч розташована військова частина з бойовим арсеналом. Високопоставлений чиновник Державної служби з надзвичайних ситуацій назвав її «найскладнішою з 1960-х років».

## Перебіг подій
Нафтобаза у с. Крячки належала ТОВ «Побутрембудматеріали» і входила до мережі «БРСМ-Нафта». Станом на початок пожежі там знаходилося 14 тисяч тонн нафтопродуктів.
8 червня 2015 року, о 17:29, загорівся резервуар з пальним обсягом 800 м³ (650 тонн). Полум'я охопило 4 резервуари. Пожежу почали гасити.
9 червня, уночі, вогонь охопив уже 8 резервуарів з пальним.
У середині дня розпочалося тимчасове відселення громадян із 2-кілометрової зони від межі пожежі.
Станом на 17:00 на нафтобазі продовжували горіти три резервуари — один із мастилом, два — з пальним. Решта резервуарів зруйновано. До ліквідації пожежі залучено близько 300 рятувальників та 45 одиниць техніки.
До кінця доби 9 червня загоряння вдалося локалізувати.
10 червня, о 5:30, на нафтобазі стався черговий вибух. Пізніше рятувальники пояснили, що це лише тріснула обшивка однієї з цистерн.
Протягом дня 10 червня нафтопродукти продовжували вигорати. О 22:10 стався ще один вибух. Пожежники провели чотири пінних атаки.
О 10:15 год 11 червня стався ще один вибух, в результаті якого вибухнули дві ємності по 800 м³.
12 червня пожежа поступово згасала, догорав один великий резервуар.
13 червня знову зайнявся один резервуар, який продовжував горіти. До вечора та ранку 14 червня резервуар вигорів; провадився моніторинг пожежної стихії рятувальниками.
Останні ознаки горіння (фітілювання) резервуарів зникли увечері 16 червня. Офіційно датою закінчення пожежі вважається 20 червня.

## Наслідки
Унаслідок пожежі на нафтобазі загинуло шестеро осіб, із них четверо — пожежники; принаймні 18 осіб травмовано; серед постраждалих пожежників — молодший лейтенант Віктор Нечаєнко, старший сержант Олександр Бєлков.
Мешканці Василькова спостерігали опади у вигляді дощу з мазутом 9 червня. За словами потерпілих від пожежі мешканців навколишніх сіл, крім шкоди їхньому здоров'ю, вони зазнали суттєвих матеріальних втрат: люди втратили урожай, який або згорів, або виявився непридатним до споживання, загинули домашня худоба і птиця. Крім того, вода в колодязях стала непридатною до споживання.
Кількість небезпечних речовин у повітрі Києва 9 червня перевищила гранично допустимі концентрації. Але це пов'язали тільки з великою кількістю автомобілів у столиці вдень і спекою.
На території нафтобази концентрація бензопірену перевищилась у 26 разів. У поверхневих водах річок та озера, а також у воді в криницях бензопірен не виявили. У той же час, Всеукраїнська екологічна ліга заявила, що дослідження районів, прилеглих до нафтобази БРСМ, засвідчили суттєве перевищення вмісту канцерогенних речовин, які загрожують здоров'ю мешканців сіл, що поблизу згорілої бази. За словами еколога Тетяни Тімочко, «ґрунт на території був просочений нафтою на глибину декількох десятків сантиметрів… Разом із димовими газами у повітря потрапили бензопірен, сірчистий і сірчаний ангідриди, оксид вуглецю, оксид азоту. Критичним є перевищення по бензопірену: у зразках ґрунту, відібраного при в'їзді до села Путрівка, перевищення у 1,5 рази, безпосередньо на території згорілої нафтобази — у 26 разів».
Через пожежу перевірено всі нафтобази та автозаправки на предмет пожежної безпеки.
Димова хмара від охопленої полум'ям нафтобази рухалася на південний захід у напрямку Вінниці та Хмельницького (у суботу 13 червня вітер змінився на південний — у напрямку північниших населених пунктів, Глеваха та Київ).
Витрати на гасіння пожежі оцінили у 50 мільйонів гривень.

### Загиблі
- Працівник нафтобази Артур Арустамян (38 років)[30].
- Працівник нафтобази Олексій Климач[1].
- Заступник начальника АРЗ СП ГУ ДСНС у Київській області майор служби цивільного захисту Глазков Максим Олегович (1977 р.н.)[31][32].
- Заступник начальника АРЗ СП ГУ ДСНС у м. Києві капітан служби цивільного захисту Тарасенко Андрій Миколайович (1983 р.н.)[31][32].
- Пожежний-рятувальник 15-ї ДПРЧ ГУ ДСНС у м. Києві молодший сержант служби цивільного захисту Басовський Антон Олександрович (1990 р.н.)[31][32].
- Пожежник поїзда станції «Козятин» відокремленого підрозділу Козятинського загону відомчої воєнізованої охорони Євген Шевчук (1994 р.н.)[33].

## Версії причин

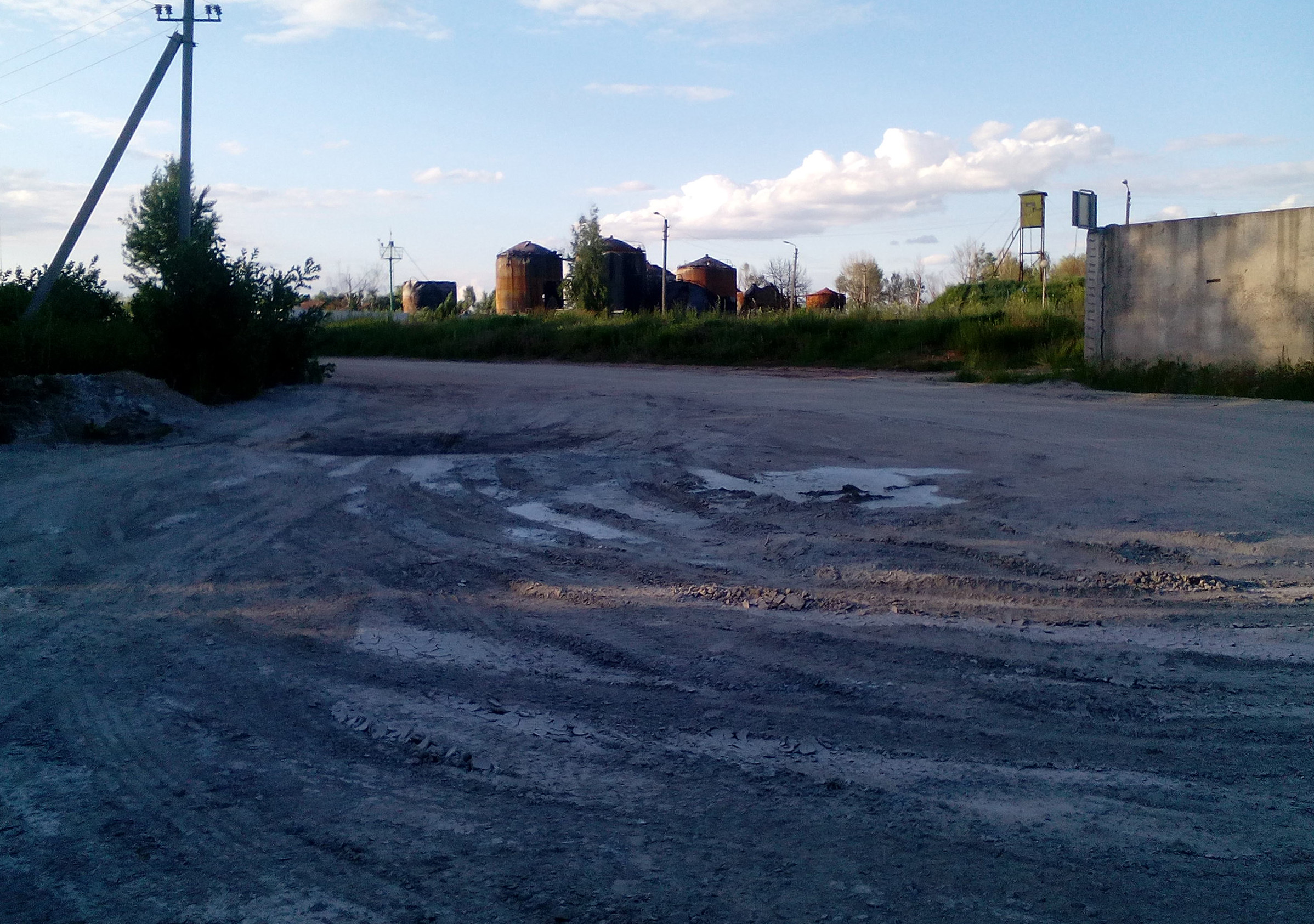
Згоріла нафтобаза у червні 2016 року

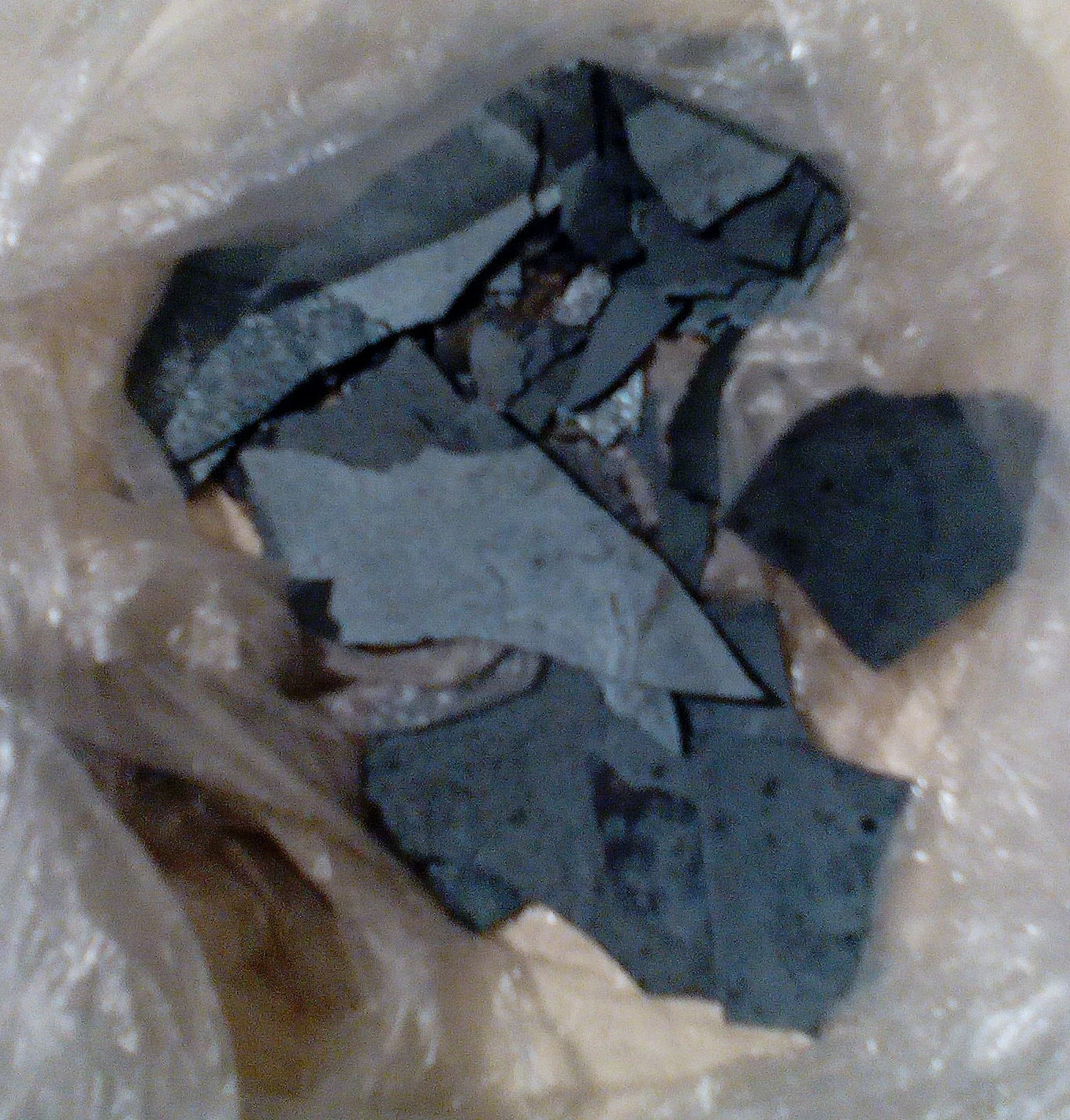
Затверділі осади, що випали на земельні ділянки мешканців Василькова під час пожежі

Правоохоронці спочатку розглядали три версії причин, що призвели до вибуху й пожежі:
1. грубі порушення правил зберігання нафтопродуктів;
2. технічна складова;
3. навмисний підпал[34].

Спочатку припускалося, що пожежа могла виникнути під час перекачування нафтопродуктів з однієї ємності в іншу.
«БРСМ-Нафта» наполягає на версії теракту, обґрунтовуючи це тим, що раніше на її АЗС траплялися навмисні вибухи, знаходили вибухові пристрої.
Експерти галузі висловили думку, що причиною могло бути недотримання правил техніки безпеки під час нелегального виробництва пального. Згодом ці підозри підтвердив міністр внутрішніх справ України.
12 червня МВС сформулювало чотири ключових версії виникнення пожежі:
1. порушення правил безпеки на вибухонебезпечному підприємстві при експлуатації обладнання для перекачування й змішування пально-мастильних матеріалів, проведення зварювальних робіт чи поводження з вогнем;
2. недотримання обслуговчим персоналом технологічного процесу, невідповідність вимогам технічного стану устаткування нафтобази;
3. умисний підпал із метою дискредитації групи компаній «БРСМ» і примус її власників до передачі активів компанії конкурентам;
4. підпал із метою приховання розтрати керівництвом компанії «БРСМ» пально-мастильних матеріалів і отримання страхової компенсації[40].

Причиною тяжких наслідків пожежі названо недотримання норм будівництва вибухонебезпечного об'єкта (недотримані відстані між резервуарами, не зроблене обвалування).

## Розслідування
За фактом і наслідками пожежі відкрито декілька кримінальних проваджень, у тому числі:
- щодо незаконності розміщення двох нафтобаз біля села Крячки Васильківського району Київської області у безпосередній близькості з військовою частиною;
- щодо виникнення пожежі та загибелі людей[41];
- стосовно одного з колишніх заступників Генерального прокурора України, Анатолія Даниленка[42], за отримання ним злочинних доходів від керівництва нафтобази[43];
- щодо наслідків пожежі, а саме дій, які могли призвести до екологічної катастрофи та екоциду.[44]

Затримано двох бізнес-керівників (інженера та заступника директора нафтобази), яким висунуто підозру за ч. 2 ст. 273 КК України («Порушення правил безпеки на вибухонебезпечних підприємствах або у вибухонебезпечних цехах, що спричинило загибель людей або інші тяжкі наслідки»).
Урядова комісія з перевірки обставин пожежі відзвітувала про розслідування 19 листопада 2015 року. Згідно з оприлюдненими висновками, на момент пожежі був відсутній необхідний запас води в пожежному водоймищі і запас вогнегасних речовин; на нафтобазі були відсутні автоматична система гасіння і пересувна система подачі вогнегасних речовин; обваловка резервуарів була неповною і незамкненою; не було витримано необхідну мінімальну відстань між об'єктами на базі. Також, однією з причин швидкого поширення пожежі стали непрофесійні дії персоналу нафтобази, який близько 20 хвилин намагався загасити пожежу самостійно, не повідомляючи до ДСНС. За словами Міністра внутрішніх справ України Арсена Авакова, в Державній архітектурно-будівельній інспекції була відсутня інформація щодо нафтобази БРСМ, а Державна служба гірничого нагляду та промислової безпеки також не володіла відомостями про діяльність нафтобази.
Досудове розслідування у кримінальному провадженні поліція завершила в кінці травня 2016 року.

## Подальші події
Родичі загиблих у пожежі подали до ТОВ «БРСМ-Нафта» цивільні позови на суму 60 млн грн. У середині 2017 року кілька позивачів — потерпілих від пожежі, виграли суд апеляційної інстанції, який зобов'язав виплатити позивачам грошову компенсацію від 80 тис. грн до 170 тис. грн.
19 грудня 2017 року на нафтобазі сталася повторна пожежа. За словами керівництва бази, причиною стали дії шукачів брухту, які різали на метал рештки резервуарів.
Активістами була утворена Громадська організація «Фонд подолання наслідків Васильківської трагедії», яка захищає права постраждалих від катастрофи. Цією організацією, що налічує більше 3000 членів, було подано декілька судових позовів до підприємств групи компаній «БРСМ-НАФТА».
14 вересня 2018 року Деснянський районний суд міста Києва, розглядаючи позов ГО до 56 відповідачів про відшкодування моральної шкоди, ухвалив накласти арешт на грошові кошти, рухоме і нерухоме майно відповідачів у розмірі 1,277 млрд гривень.